# Wywiad (metoda badawcza)
Wywiad – jedna z podstawowych metod badawczych w naukach behawioralnych. 
Wywiad polega na zadawaniu badanym przez ankietera mniej lub bardziej sformalizowanych pytań. W przypadku gdy badany sam odpowiada na pytania zawarte w przesłanym mu lub podanym kwestionariuszu, technika ta określana jest jako ankieta.

W socjologii wyróżnić można kilka typów wywiadów: 
- wywiad swobodny
  - focus
  - wywiad biograficzny,
- wywiad kwestionariuszowy
  - wywiad telefoniczny
  - wywiad ze wspomaganiem komputera
    - CATI
    - CAWI
- ankietę

Techniki ankiety można z kolei podzielić na: ankietę pocztową, ankietę audytoryjną.
Czasami technika wywiadu i ankiety są sobie przeciwstawiane jako odrębne metody badawcze, ze względu na relację z respondentem. W przypadku wywiadu badacz lub ankieter prowadzi bezpośrednią rozmowę z respondentem, natomiast w przypadku ankiety badany sam wypełnia kwestionariusz, bez bezpośredniego kontaktu z badaczem lub ankieterem. 

W przypadku ankiety i wywiadów kwestionariuszowych, badacz wykorzystuje zestandaryzowany kwestionariusz, w przypadku wywiadów swobodnych badacz przygotowuje jedynie dyspozycje do wywiadu.